# ذرى الونداوي
ذرى مؤيد الونداوي مؤلفة كتاب «مذكراتي في زمن الحرب». ولدت في مستشفى العلوية للولادة في بغداد عام 1983، والدها مؤيد الونداوي، عراقي شهادة الدكتوراه في العلاقات الدولية من جامعة ريدنغ في المملكة المتحدة وأمها أهداف عراقية من الطبقة المتوسطة. قضت ذرى عدة سنوات من طفولتها في بريطانيا بسبب دراسة والدها، وتلقت تعليمها الابتدائي هنا، فتعلمت كتابة مذكراتها.
تخرجت من ثانوية العقيدة في بغداد. درست الصيدلة في بغداد. لكنها لم تكمل دراستها وغادرت إلى الولايات المتحدة حيث حصلت على منحة منجامعة بنسلفانيا، حيث حصلت على شهادة البكلوريوس في العلوم السياسية. كما حصلت على دبلوم في القانون من كندا.
كانت تسكن مع عائلتها في حي زيونة والأعظمية هاجرت إلى الولايات المتحدة بعد حصولها على منحة من جامعة بنسلفانيا.
تقيم ذرى حاليا في تورنتو في كندا، وتعمل في مجال الإدارة وقضايا اللجوء.

## مذكراتي في زمن الحرب
كتابها «مذكراتي في زمن الحرب» (بالإنجليزية: Thura's Diary)، وهو من أدب الأطفال، كان يوميات كتبتها ذرى عشية وأثناء حرب العراق منذ آذار 2003 وحتى كانون الأول 2003. يُظهر حياتها مع عائلتها وأختيها خلال هذا الوقت ويشرح الأوقات العصيبة هناك. في وقت لاحق تم نشره ولفت انتباه صحفي بريطاني.
حصل كتابها على جائزة كريستوفر السنوية السادسة والخمسين في عام 2005 لكتب الشباب.
ترجم كتابها من الإنجليزية إلى عدة لغات منها الإيطالية والإسبانية والألمانية والدنماركية.

## وصلات خارجية
- سيرتها باللغة الإنجليزية